# Philiris pagwi
Philiris pagwi är en fjärilsart som beskrevs av Sands 1979. Philiris pagwi ingår i släktet Philiris och familjen juvelvingar. Inga underarter finns listade i Catalogue of Life.